# Ledge Island
Ledge Island is een onbewoond eiland in de Canadese provincie Newfoundland en Labrador. Het heeft een oppervlakte van 8 km² en ligt voor de oostkust van Labrador.

## Geografie
Ledge Island ligt in het westen van de Table Bay, een relatief grote baai van de Labradorzee aan de oostkust van Labrador. Het eiland meet 5,1 km langs zijn oost-westas en heeft een maximale breedte van 2,4 km. Door zijn grootte en ligging verdeelt het eiland het westen van de baai in twee delen. De smallere doorgang ten zuiden van het eiland staat bekend als de South Road.
Ledge Island ligt zo'n 2 km ten zuiden van Star Island en is grotendeels begroeid door naaldbomen. In het zuiden heeft het een vrij grote inham die bekendstaat als de Big Bight.
Direct ten zuiden en westen van Ledge Island liggen nog vier veel kleinere eilandjes, namelijk in klokwijzerzin Little Duck Island, Duck Island, Woody Island en Grassy Island. Aan de noordwestelijke tip ligt nog Little Ledge Island, dat enkel van het hoofdeiland wordt gescheiden door een ondiepte die bij laagtij doorwaadbaar is.

## Vogels
Het eiland maakt tezamen met andere eilanden in de Table Bay deel uit van een Important Bird Area, vooral vanwege de jaarlijkse aanwezigheid van broedende eiders en ruiende brilzee-eenden in en rond die baai. Ledge Island huisvest zelf geen broedkolonie, maar de omliggende eilandjes zijn wel belangrijke broedplaatsen.